# اولژاس بکتنوف
اولژاس آبایولی بکتنوف (قزاقی: Олжас Абайұлы Бектенов [woɫˈʒɑs ɑˌbɑjʊˈɫɤ bjekˈtjenəf])، متولد ۱۳ دسامبر ۱۹۸۰، سیاستمدار قزاقستانی است که از سال ۲۰۲۴ به عنوان نخست‌وزیر قزاقستان خدمت می‌کند. بکتنوف قبل از انتصاب به عنوان نخست‌وزیر در فوریه ۲۰۲۴، سمت‌های مختلفی از جمله معاون و رئیس آژانس مبارزه با فساد را بر عهده داشته است.

## زندگی و تحصیلات
بکتنوف در ۱۳ دسامبر ۱۹۸۰ در شهر آلما-آتا، جمهوری شوروی سوسیالیستی قزاقستان که اکنون آلماتی نامیده می‌شود، متولد شد. او در سال ۲۰۰۱ با درجه ممتاز از آکادمی حقوق دولتی قزاقستان، که اکنون دانشگاه کازگو، نامیده می‌شود، لیسانس حقوق را اخذ کرد. او مدرک دکترای حقوق، را با عنوان بر پایان‌نامه خود، «مشکلات سازمانی و حقوقی پیشگیری از بزهکاری اداری خردسالان در جمهوری قزاقستان» دریافت کرد.

## مراحل شغلی
بکتنوف در طول زندگی حرفه ای خود فعالیت‌های مختلفی را بر عهده داشته است. او کار خود را به عنوان کارشناس در وزارت دادگستری قزاقستان در سال ۲۰۰۲ آغاز کرد. در سال ۲۰۰۶ کارشناس ارشد بخش حقوقی در دفتر نخست‌وزیر قزاقستان شد.
در سال‌های بعد، بکتنوف نقش‌های کلیدی در دولت قزاقستان ایفا کرد. او از سال ۲۰۰۶ تا ۲۰۰۹ در اداره ریاست جمهوری زیر نظر رئیس‌جمهور وقت قزاقستان نورسلطان نظربایف خدمت کرد و از سال ۲۰۰۹ تا ۲۰۱۲ به عنوان معاون کمیته خدمات ثبت و کمک حقوقی در وزارت دادگستری انتخاب شد.
در سال ۲۰۱۲ بکتنوف وظیفه مبارزه با فساد در قزاقستان را بر عهده گرفت. او در این سال به عنوان رئیس بخش در دفتر مرکزی آژانس مبارزه با جرایم اقتصادی و فساد قزاقستان (پلیس مالی) فعالیت کرده و سپس در ژوئیه سال ۲۰۱۵ به عنوان رئیس ستاد آکیمات شهر آستانه خدمت کرد و سپس به عنوان رئیس دبیرخانه رئیس دفتر اداره ریاست جمهوری خدمت کرد.

## اداره مبارزه با فساد
بکتنوف پس از آن در تاریخ ۱ ژوئن ۲۰۱۸ به عنوان معاون رئیس آژانس امور خدمات کشوری و مبارزه با فساد جمهوری قزاقستان منصوب شد. بکتنوف در ۲۶ ژوئن ۲۰۱۹ به سمت معاون اول رئیس منصوب شد.
در ۲۵ فوریه ۲۰۲۲، بکتنوف ریاست آژانس مبارزه با فساد جمهوری قزاقستان را بر عهده گرفت. انتصاب او پس از ناآرامی‌های ژانویه ۲۰۲۲ صورت گرفت که طی آن آنتیکور تحت هدایت بکتنوف معاملات مالی بستگان نورسلطان نظربایف، رئیس‌جمهور سابق، را بررسی کرد. این امر منجر به دستگیری برادرزاده نظربایف، کایرات ساتیبالدی، به دلیل کلاهبرداری از قزاقستان تلکام و یک شرکت خدمات راه‌آهن، و دامادش، کایرات بوران بایف، به دلیل فساد در بخش شبه دولتی شد. در اثر تحقیقات هر دو آنها به شش سال زندان محکوم شدند.
در زمان ریاست وی بر آژانس مبارزه با فساد پرونده‌های فساد برجسته ای پیگیری شد از جمله:
- پرونده مدت کومارگالوف، مدیر کل سابق اپراتور ÖKM LLP، متهم به اختلاس بیش از ۲۰ میلیارد تنگه (سال ۲۰۱۶ تا ۲۰۲۱)[۱۶]
- پرونده نورلان ماسیموف، پسر عموی رئیس سابق کمیته امنیت ملی و نخست‌وزیر سابق کریم ماسیموف، که به عنوان رئیس سابق اداره پلیس منطقه پاولودار با اتهامات برنامه‌ریزی و استفاده ناکارآمد از بودجه مرکزی[۱۷]
- پرونده ثبت نام غیرقانونی خودرو توسط یک گروه جنایی سازمان یافته در شرکت دولتی دولت با خسارت تقریبی یک میلیارد تنگه[۱۸]

در دوران ریاست بکتنوف، تغییرات قابل توجهی آژانس مبارزه با فساد رخ داد و در راستای همین موضوع ببیش از ۱۰۰ کارمند با اقدامات انضباطی در دادگستری مواجه شدند که منجر به محکومیت ۹ نفر شد. علاوه بر این، دارایی‌هایی به ارزش بیش از ۶۵۰ میلیارد تنگه از متخلفان بازپس گرفته شد که این مبلغ برای توسعه مهدکودک‌ها و مدارس در قزاقستان اختصاص یافت. از دیگر اقدامات این دوره تصویب قانون عدم امکان استفاده محکومان به فسادهای بزرگ از قانون آزادی مشروط بود.

## نخست‌وزیری
پس از استعفای دولت، حزب امانت در ۶ فوریه ۲۰۲۴ از بکتنوف برای نقش نخست‌وزیر قزاقستان حمایت کرد. رئیس‌جمهور قاسم جومارت توکایف نامزدی بکتنوف را به نمایندگی از حزب مورد تأیید قرار داده و او را به سمت نخست‌وزیری قزاقستان منصوب کرد و بنابراین بکتنوف را به اولین سیلوویک تبدیل کرد که در قزاقستان به عنوان نخست‌وزیر منصوب شده است. در فرهنگ لغت سیاسی بازمانده از فرهنگ روسی، سیلوویک (به روسی: силовик، IPA: [sjɪlɐˈvjik]؛ جمع: siloviki، روسی: силовики، IPA: [sjɪləvjɪˈkji]) شخصی است که برای هر سازمان دولتی کار می‌کند که مجاز به استفاده از زور علیه شهروندان یا دیگران باشد و از این سازمانها وارد دنیای سیاست شده است. در حقیقت سیلیویک به افرادی سیاسی گفته می‌شوند که در نهادهای نظامی و انتظامی یا امنیتی رسمی مشغول به کار کرده و خاستگاه اصلی آنها این سازمانها می‌باشد.Illiarionov, Andrei (2009). "Reading Russia: The Siloviki in Charge". Journal of Democracy.

## زندگی شخصی
بکتنوف متأهل بوده و دارای سه فرزند است اما نام اعضای خانواده اش مشخص نیست. عظمت مایتانوف، روزنامه‌نگار قزاقستان، ادعا کرد که بکتنوف با ادعای اینکه داماد عادلبک ژاکسیبکوف است، از طریق خویشاوندسالاری به قدرت رسیده است.